# William Lindsay (politikus)
William Lindsay (Lexington, 1835. szeptember 4. – Frankfort, 1909. október 15.) az Amerikai Egyesült Államok szenátora (Kentucky, 1893–1901).